# Envy (Band)
Envy sind eine Screamo/Post-Rock-Band aus Japan, deren Tonträger in Europa über das schottische Mogwai-Indie-Label Rock Action Records vertrieben werden.

## Geschichte
Gegründet wurde die Band 1992 in Tokio. Am 1. April 2016 veröffentlichte die Band ein Statement auf ihrer Website, dass Sänger Tetsuya Fukagawa die Band aus privaten Gründen verlassen hat. Am 1. April 2018 bestätigte die Band die Rückkehr von Tetsuya Fukagawa in die aktuelle Besetzung.

## Stil

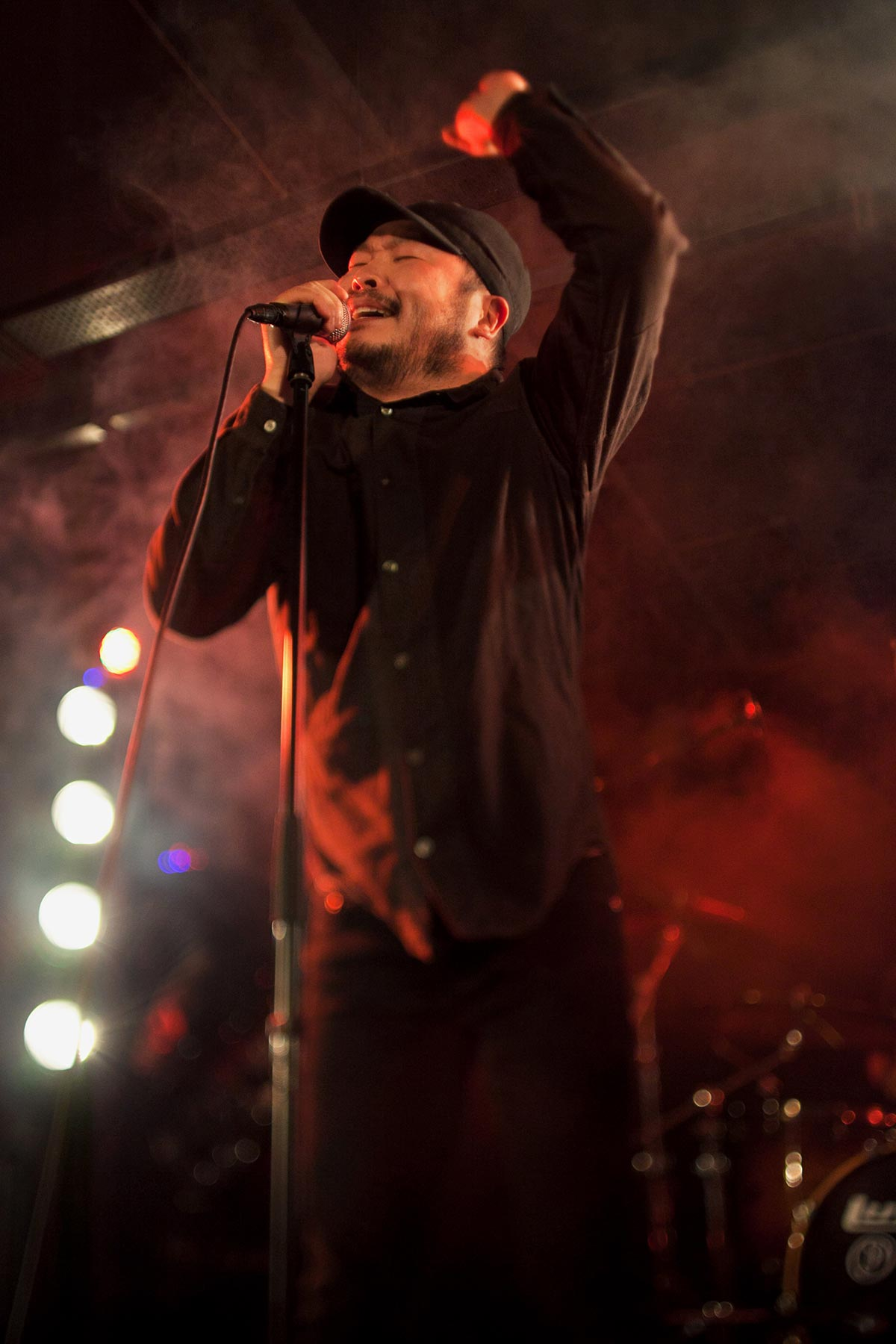
Tetsuya Fukagawa von Envy während eines Auftritts in Hong Kong (2011)

In ihrer Frühphase eher an Punk erinnernd, lässt sich die Musik allein schon von der Komplexität und Länge der späteren Songs her zunehmend im Umfeld von Art Rock oder Post-Rock ansiedeln. Die Texte sind in der Regel auf Japanisch. Ihr Sound ist hart, wird aber seit dem 2001 erschienenen Album All the Footprints You've Left and the Fear Expecting Ahead auch von eher episch anmutenden Songstrukturen bestimmt, in denen sich harte und brachiale Schreipassagen mit melodischen Instrumentalparts abwechseln. Durchweg sind die Stücke seit diesem Album von (Gitarren-)Melodien durchzogen, die von ihrer melancholisch getragenen Stimmung her auf Bands wie Godspeed You! Black Emperor verweisen. Sänger Tetsuya Fukagawa hatte auf dem 2006 veröffentlichten Mogwai-Album Mr. Beast einen Gastauftritt.
Das im September 2006 erschienene Album Insomniac Doze weist ein Übergewicht der ruhigen und höchstens von gesprochenen Texten durchzogenen Instrumentalpassagen auf, die sich jedoch immer wieder zu voller Gewalt auftürmen und schließlich in screamoartige Ausbrüche des Sängers münden.

## Diskografie

### Alben
- 1996: Breathing and Dying in This Place (H.G. Fact)
- 1998: From Here to Eternity (H.G. Fact)
- 2001: All the Footprints You’ve Ever Left and the Fear Expecting Ahead (H.G. Fact/Molaire Industries/Dim Mak/Rock Action)
- 2003: A Dead Sinking Story (Sonzai/Level Plane/Nova Recordings/Rock Action)
- 2005: Compiled Fragments 1997-2003 (Sonzai)
- 2006: Insomniac Doze (Sonzai)
- 2010: Recitation (Sonzai/Temporary Residence Limited/Rock Action)
- 2015: Atheist’s Cornea (Rock Action)
- 2020: The Fallen Crimson (Pelagic/Cargo)
- 2024: Eunoia

### EPs
- 1999: Angel’s Curse Whispered in the Edge of Despair (1999, H.G. Fact)
- 2000: Eyes of Final Proof (7", H.G. Fact)
- 2000: The Eyes of a Single-Eared Prophet (2000, H.G. Fact)
- 2000: Burning Out Memories (10", Molaire Industries)
- 2001: Last Wish (7", H.G. Fact)
- 2007: Abyssal (Sonzai)
- 2018: Alnair in August
- 2019: Definition of Impossibility
- 2022: Seimei

### Singles
- 2011: As Serenity Calls Your Name (Sonzai)

### Splits
- 1997: Envy/Sixpence (H.G. Fact)
- 1997: Envy/Endeavor (H.G. Fact)
- 2000: Envy/This Machine Kills (H.G. Fact)
- 2002: Envy/Iscariote (Sonzai/Level Plane/Pure Pain Sugar/Code of Ethics)
- 2003: Envy/Yaphet Kotto/This Machine Kills (Sonzai)
- 2008: Envy/Thursday Split
- 2008: Envy/Jesu Split

### Beiträge für Sampler
- Far East Hardcore (Got’s Pop/Slam Records)
- Platform (Never Shown Face)
- No Fate III (H.G. Fact)
- For Ugly for Beautiful Vol. 3 (Lunch Service Records)
- Lucky Thirteen (Nova Recordings)

### Videoalben
- 2007: Transfovista (Sonzai)